# Kvadratisk pyramidal molekylær geometri
I kemi er kvadratisk pyramidal en molekylær geometri, med ét centralt atom i midten og fem ligander med formlen ML5, hvor fire ligander er placeret i det samme plan og det sidste ovenfor i en kvadratisk pyramideform.  Symetrigruppen er C4v. Geometrien er almindelige for visse hovedgruppeelementer, der har stereokemisk aktive lonepair, som beskrevet i VSEPR-teori. Visse forbindelser kyrstalliserer i både trigonal bipyramidal og kvadratisk pyramidal struktur, heriblandt [Ni(CN)5]3−.
Blandt de forbindelser, som har en kvadratisk pyramidal geometri er XeOF4, og forskellige halogen pentafluorider (XF5, hvor X = Cl, Br, I). Komplekser med vanadium(IV), som vanadyl acetylacetonat, [VO(acac)2], er også kvadratisk pyramidale (acac = acetylacetonat, deprotoneret anion fra acetylaceton (2,4-pentanedion)).